# Wouter van der Steen
Wouter van der Steen (Vught, 3 juni 1990) is een Nederlands voetballer die fungeert als doelman. Hij verruilde in 2025  Helmond Sport voor Willem II.

## Carrière

### Helmond Sport
Van der Steen begon met voetballen bij RKVV Zwaluw VFC uit Vught, waarna hij in 2000 werd opgenomen in de jeugdopleiding van PSV. Na zes jaar stapte hij over naar Helmond Sport. Hij debuteerde in het betaald voetbal op 15 oktober 2010, tegen MVV Maastricht (4-1). In het seizoen 2012/13 was hij de eerste doelman van Helmond Sport, wat vier seizoenen lang zo bleef. Hij keepte meer dan 150 wedstrijden voor de club uit Helmond, waarna hij een overstap verdiende naar de Eredivisie.

### Heerenveen
Van der Steen tekende in juni 2016 een contract tot medio 2018 bij sc Heerenveen. In zijn eerste seizoen bij een Eredivisieclub kwam hij niet in actie; Erwin Mulder was eerste keeper. Hij debuteerde in die competitie in de eerste speelronde van het seizoen 2017/18, tegen FC Groningen (3-3). Na drie competitieduels werd hij gepasseerd door Martin Hansen. Op 12 mei 2018, in een play-offwedstrijd om Europees voetbal, viel hij in voor Hansen, die na een klein halfuur het veld geblesseerd moest verlaten. De wedstrijd tegen FC Utrecht werd met 1-2 verloren.

### Den Bosch
Na twee jaar bij Heerenveen verkaste Van der Steen naar FC Den Bosch. Hij was hier meteen eerste keeper, en bleef dat voor vijf seizoenen. Vanaf het seizoen 2020.21 was hij aanvoerder. Hij speelde meer dan 180 wedstrijden voor Den Bosch. Hij miste slechts vijf wedstrijden in zijn vijf jaar bij de club.

### Terug bij Helmond Sport
Medio 2023 keerde Van der Steen terug bij Helmond Sport. Ook hier is hij eerste keeper.

## Statistieken
| Seizoen | Club          | Competitie     | Competitie | Competitie | Beker | Beker | Overig | Overig | Totaal | Totaal |
| Seizoen | Club          | Competitie     | Wed.       | Dlp.       | Wed.  | Dlp.  | Wed.   | Dlp.   | Wed.   | Dlp.   |
| ------- | ------------- | -------------- | ---------- | ---------- | ----- | ----- | ------ | ------ | ------ | ------ |
| 2010/11 | Helmond Sport | Eerste divisie | 6          | 0          | 0     | 0     | 0      | 0      | 6      | 0      |
| 2011/12 | Helmond Sport | Eerste divisie | 0          | 0          | 0     | 0     | 0      | 0      | 0      | 0      |
| 2012/13 | Helmond Sport | Eerste divisie | 32         | 0          | 1     | 0     | 2      | 0      | 35     | 0      |
| 2013/14 | Helmond Sport | Eerste divisie | 37         | 0          | 1     | 0     | 0      | 0      | 38     | 0      |
| 2014/15 | Helmond Sport | Eerste divisie | 36         | 0          | 0     | 0     | 0      | 0      | 36     | 0      |
| 2015/16 | Helmond Sport | Eerste divisie | 35         | 0          | 2     | 0     | 0      | 0      | 37     | 0      |
| 2016/17 | sc Heerenveen | Eredivisie     | 0          | 0          | 0     | 0     | 0      | 0      | 0      | 0      |
| 2017/18 | sc Heerenveen | Eredivisie     | 4          | 0          | 1     | 0     | 1      | 0      | 6      | 0      |
| 2018/19 | FC Den Bosch  | Eerste divisie | 38         | 0          | 1     | 0     | 2      | 0      | 41     | 0      |
| 2019/20 | FC Den Bosch  | Eerste divisie | 29         | 0          | 1     | 0     | 0      | 0      | 30     | 0      |
| 2020/21 | FC Den Bosch  | Eerste divisie | 35         | 0          | 0     | 0     | 0      | 0      | 35     | 0      |
| 2021/22 | FC Den Bosch  | Eerste divisie | 38         | 0          | 1     | 0     | 0      | 0      | 39     | 0      |
| 2022/23 | FC Den Bosch  | Eerste divisie | 36         | 0          | 2     | 0     | 0      | 0      | 38     | 0      |
| 2023/24 | Helmond Sport | Eerste divisie | 37         | 0          | 1     | 0     | 0      | 0      | 38     | 0      |
| 2024/25 | Helmond Sport | Eerste divisie | 28         | 0          | 0     | 0     | 0      | 0      | 28     | 0      |
| 2025/26 | Willem II     | Eerste divisie |            |            |       |       |        |        |        |        |
| Totaal  | Totaal        | Totaal         | 391        | 0          | 11    | 0     | 5      | 0      | 407    | 0      |

Bijgewerkt op 14 april 2025.
1 Bergsen ·
2 Ogenia ·
3 Van den Eynden  ·
4 Koglin ·
5 Poll ·
6 Ludwig ·
7 Bisselink ·
8 Llonch ·
9 Bajrami ·
11 Daneels ·
16 Łukowicz ·
19 Ingason ·
21 Wentges ·
22 Dizdarević ·
23 Aben ·
24 Et-Taïbi ·
26 Makanza ·
27 Absalem ·
34 Essakkati ·
36 Leipold ·
41 J. Geerts ·
42 El Arnouki ·
47 D. Geerts ·
Coach: Seegers
· Assistent-coach: Hikspoors
· Keeperstrainer: Vissers